# 科拉诺
科拉诺（法語：Corrano，法語發音：[kɔʁano]）是法国南科西嘉省的一个市镇，属于阿雅克肖区。

## 地理
科拉诺（41°53'23"N, 9°3'52"E）面积12.69 平方千米，位于法国南科西嘉省，该省份位于科西嘉南部，后者为地中海西部的一座岛屿，也是法国的一个单一领土集体，位于法国大陆部分的东南面，意大利半島的西面，最临近的地块是撒丁岛。
与科拉诺接壤的市镇（或旧市镇、城区）包括：吉泰拉莱班、泽瓦科、齐卡沃。

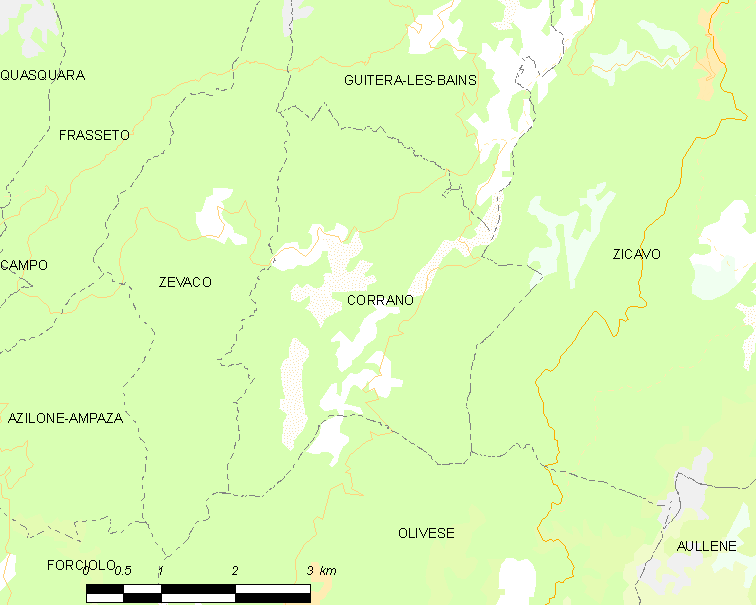
科拉诺的OSM定位图

科拉诺的时区为UTC+01:00、UTC+02:00（夏令时）。

## 行政
科拉诺的邮政编码为20168，INSEE市镇编码为2A094。

## 政治
科拉诺所属的省级选区为塔拉沃-奥尔纳诺县。

## 人口

1962-2008年间科拉诺人口变化图示

科拉诺于2022年1月1日时的人口数量为76人。